# Rendufe (Amares)
Rendufe é uma povoação portuguesa sede da Freguesia de Rendufe do Município de Amares, freguesia com 3,06 km² de área e 1080 habitantes (censo de 2021), tendo, por isso, uma densidade populacional de 352,9 hab./km².

## História
Foi, até ao início do século XIX, sede do couto de Rendufe. Tinha, em 1801, 1801 habitantes. Era constituída pelas freguesias de Barreiros, Bico, Lago e Rendufe.
Integrava o concelho de Entre Homem e Cávado, extinto em 31 de dezembro de 1853, data em que passou para o concelho (atual município)  de Amares.

## Demografia
A população registada nos censos foi:
| Distribuição da População por Grupos Etários | Distribuição da População por Grupos Etários | Distribuição da População por Grupos Etários | Distribuição da População por Grupos Etários | Distribuição da População por Grupos Etários |
| -------------------------------------------- | -------------------------------------------- | -------------------------------------------- | -------------------------------------------- | -------------------------------------------- |
| Ano                                          | 0-14 Anos                                    | 15-24 Anos                                   | 25-64 Anos                                   | > 65 Anos                                    |
| 2001                                         | 243                                          | 212                                          | 516                                          | 155                                          |
| 2011                                         | 191                                          | 155                                          | 623                                          | 155                                          |
| 2021                                         | 161                                          | 116                                          | 599                                          | 204                                          |

## Património
- Mosteiro de Santo André de Rendufe ou Mosteiro de Rendufe
- Sequeiro e Eira bem como das estruturas hidráulicas em pedra, designadamente minas, aqueduto subterrâneo e aéreo, tanque e levadas, existentes na Quinta do Mosteiro de Rendufe

## Personalidades históricas
- Egas Gomes Pais de Penegate
- Gomes Gonçalves do Lago